# 成穆皇后
成穆皇后（1126年—1156年），姓郭，名不详，开封府祥符人，宋孝宗元配，追封皇后。

## 生平
郭氏是奉直大夫郭直卿女孫，其六世祖是真宗時章穆皇后外家，祖籍并州太原人。父郭瑊，官至昭慶軍承宣使，追封榮王。母赵氏，宗室女。孝宗对待郭氏礼遇有加，却不给郭氏家族人官爵。郭氏弟郭师禹、郭师元，官职不过承宣使。郭师禹，光宗时封永宁郡王，拜太保。
宋孝宗為普安郡王時娶郭氏為妻，紹興十四年（1144年）正月，封郭氏为咸寧郡夫人，其後生光宗趙惇、莊文太子趙愭、魏惠憲王趙愷和邵悼肅王趙恪。十七年（1147年）二月，封和國夫人。二十六年（1156年）六月，郭氏逝世，年三十一。三十年（1160年）八月，追封郭氏为淑國夫人。三十一年（1161年）九月，追贈福國夫人。
绍兴三十二年（1162年）五月，建王被立为皇太子。六月，追册郭氏为皇太子妃。是月，内禅，太子即皇帝位。八月，追冊郭氏為皇后。九月，谥号恭懷（嚴敬事上曰恭 夙夜恭事曰恭 慈仁哲行曰懷 思在進賢曰懷）。十月，改謚安穆（莊敬盡禮曰安 德化肅雍曰穆）。紹熙五年（1194年）十月，营建阜陵，改諡成穆（妇德均一曰成）。

## 家族
- 曾祖：郭若節，終官西京左藏庫副使、累贈開府儀同三司、太保
- 曾祖母：曹氏，累贈德國夫人、福國夫人
- 祖：郭直卿，終官奉直大夫、贈金紫光祿大夫、太子太傅
- 祖母：夏氏，累贈永寧郡夫人、和國夫人
- 父：郭瑊，終官昭慶軍承宣使、提舉萬壽觀、奉朝請
- 母：趙氏，初封安人、特封永嘉郡夫人、淑國夫人、累封福國夫人、秦國太夫人、秦越國太夫人
- 弟：郭師元，終官奉國軍承宣使、提舉佑神觀
- 弟：郭師禹，終官太師、太尉、保大軍節度使、提舉萬壽觀、奉朝請、永寧郡王、追封廣陵郡王
  - 侄：郭援，閤门宣赞舍人
  - 侄：郭拓
  - 侄女：郭氏，适张沆
- 侄：郭抃，从义郎、閤门宣赞舍人
- 侄：郭揄，秉义郎、閤门宣赞舍人
- 侄：郭扬
- 从侄：郭抡
- 从侄：郭操
- 从侄：郭揆

## 延伸阅读
[在维基数据编辑]
 《宋史·卷243》，出自脱脱《宋史》